# Молодятинська сільська рада
| Молодятинська сільська рада — орган місцевого самоврядування у Коломийському районі Івано-Франківської області з адміністративним центром у с. Молодятин. Історична дата утворення: в 1940 році. Сільській раді підпорядковані населені пункти: - с. Молодятин |

## Склад ради
Рада складається з 16 депутатів та голови.

### Керівний склад ради
| ПІБ                         | Основні відомості                                                                             | Дата обрання | Дата звільнення |
| --------------------------- | --------------------------------------------------------------------------------------------- | ------------ | --------------- |
| Жупник Василь Іванович      | Сільський голова, 1954 року народження, освіта, член Всеукраїнського об'єднання «Батьківщина» | 26.03.2006   | 19.04.2010      |
| Гриньків Михайло Васильович | Сільський голова, 1961 року народження, освіта середня спеціальна, безпартійний               | 31.10.2010   |                 |

Примітка: таблиця складена за даними джерела